# Volkswagen Concept R
Volkswagen Concept R är en sportvagnsprototyp från Volkswagen som visades på Frankfurts bilsalong i september 2003. Detta hände bara en vecka efter presentationen av Golf V.
Bilen är endast 416 cm lång och 125 cm hög. Motorn är mittmonterad framför bakaxeln och är av V6-typ med en effekt på 195 kW (265 hk) och ett vridmoment 350 N·m vid ett moderat varvtal på 2800 v/min. Toppfarten är spärrad elektroniskt till 250 km/tim, 0–100 km/tim klaras på 5,3 sekunder.
Bilen är bakhjulsdriven och motorkraften går igenom den nya 6-växlade automatväxellådan DSG (Direkt Schalt Getriebe).
Stolarna är speciella. De har justerbar fjädring, stoppningen är av ett aktivt skum som formar sig efter personen som sitter i stolen. För att kunna få riktig körställning måste man trycka på en strömbrytare så att instrumenbräda, ratt och hela pedalstället kan åka fram och tillbaka. En liknande lösning finns det för passageraren.
De två nackkuddarna funger också som störtbågar.